# Amanda Harris
Amanda Harris (Adelaide, 1963) è un'attrice teatrale britannica.
Membro della Royal Shakespeare Company dagli anni '80, nel 2005 ha vinto il Laurence Olivier Award alla miglior performance in un ruolo non protagonista per la sua interpretazione di Emilia in Otello, diretto da Gregory Doran e con Anthony Sher nel ruolo di Iago.